# Finland op de Olympische Winterspelen 1994
Tijdens de Olympische Winterspelen van 1994, die in Lillehammer (Noorwegen) werden gehouden, nam Finland voor de zeventiende keer deel.

## Medailleoverzicht
| Sport      | Olympiër                                                  | Discipline            | Medaille |
| ---------- | --------------------------------------------------------- | --------------------- | -------- |
| Langlaufen | Mika Myllylä                                              | 50 km klassiek (m)    | Zilver   |
| Langlaufen | Mika Myllylä                                              | 30 km vrije stijl (m) | Brons    |
| Langlaufen | Marja-Liisa Kirvesniemi                                   | 5 km klassiek (v)     | Brons    |
| Langlaufen | Marja-Liisa Kirvesniemi                                   | 30 km klassiek (v)    | Brons    |
| Langlaufen | Mika Myllylä Harri Kirvesniemi Jari Räsänen Jari Isometsä | 4x10 km estafette (m) | Brons    |
| IJshockey  | Olympisch team                                            | mannen                | Brons    |

## Deelnemers en resultaten
(m) = mannen, (v) = vrouwen 

### Alpineskiën
| Olympiër       | Discipline       | Resultaat | Prestatie                                                       |
| -------------- | ---------------- | --------- | --------------------------------------------------------------- |
| Janne Leskinen | afdaling (m)     | 30e       | 1.47,87 (+2,12)                                                 |
| Janne Leskinen | super g (m)      | 13e       | 1.34,09 (+1,56)                                                 |
| Janne Leskinen | reuzenslalom (m) | dns-2     | niet gestart run 2 1.34,65+dns                                  |
| Janne Leskinen | combinatie (m)   | 22e       | 3.25,53 (+8,00) afdaling: 1.38,88 slalom: 1.46,65 (54,47+52,18) |
| Mika Marila    | super g (m)      | 40e       | 1.38,14 (+5,61)                                                 |
| Mika Marila    | reuzenslalom (m) | dnf-1     | opgave run 1                                                    |
| Mika Marila    | slalom (m)       | 12e       | 2.04,99 (+2,97) 1.02,54+1.02,45                                 |
| Mika Marila    | combinatie (m)   | 21e       | 3.25,52 (+7,99) afdaling: 1.45,01 slalom: 1.40,51 (50,42+50,09) |

### Biatlon
| Olympiër                                                       | Discipline             | Resultaat | Prestatie |
| -------------------------------------------------------------- | ---------------------- | --------- | --- |
| Harri Eloranta                                                 | 10 km (m)              | 15e       | 30.02,1 (+1.55,1) pen.: 4 (1 + 3)                                                                                            |
| Harri Eloranta                                                 | 20 km (m)              | 30e       | 1:01.40,9 (+4.15,6) pen.: 6 (1 + 3 + 1 + 1)                                                                                  |
| Vesa Hietalahti                                                | 10 km (m)              | 52e       | 32.06,0 (+3.59,0) pen.: 5 (2 + 3)                                                                                            |
| Vesa Hietalahti                                                | 20 km (m)              | 68e       | 1:08.49,1 (+11.23,8) pen.: 10 (2 + 1 + 5 + 2)                                                                                |
| Erkki Latvala                                                  | 10 km (m)              | 54e       | 32.08,4 (+4.01,4) pen.: 3 (2 + 1)                                                                                            |
| Timo Seppälä                                                   | 20 km (m)              | 41e       | 1:02.07,0 (+5.41,7) pen.: 3 (1 + 1 + 1 + 0)                                                                                  |
| Team Erkki Latvala Harri Eloranta Timo Seppälä Vesa Hietalahti | 4x7,5 km estafette (m) | 5e        | 1:33.11,9 (+2.49,8) pen.: 1 24.10,5 pen.: 0 (0 + 0) 22.18,3 pen.: 0 (0 + 0) 23.03,1 pen.: 0 (0 + 0) 23.40,0 pen.: 1 (1 + 0)  |
|                                                                |                        |           | |
| Pirjo Aalto                                                    | 7,5 km (v)             | 61e       | 29.59,2 (+3.50,4) pen.: 3 (0 + 3)                                                                                            |
| Katja Holanti                                                  | 15 km (v)              | 56e       | 1:00.13,6 (+8.07,0) pen.: 7 (4 + 3 + 0 + 0)                                                                                  |
| Mari Lampinen                                                  | 7,5 km (v)             | 16e       | 27.14,5 (+1.05,7) pen.: 2 (2 + 0)                                                                                            |
| Mari Lampinen                                                  | 15 km (v)              | 48e       | 59.16,9 (+7.10,3) pen.: 6 (4 + 0 + 1 + 1)                                                                                    |
| Tuija Sikiö                                                    | 7,5 km (v)             | 24e       | 27.39,1 (+1.30,3) pen.: 2 (0 + 2)                                                                                            |
| Tuija Sikiö                                                    | 15 km (v)              | 38e       | 58.13,1 (+6.06,5) pen.: 5 (2 + 1 + 2 + 0)                                                                                    |
| Tuija Vuoksiala                                                | 7,5 km (v)             | 36e       | 28.23,2 (+2.14,4) pen.: 3 (2 + 1)                                                                                            |
| Tuija Vuoksiala                                                | 15 km (v)              | 55e       | 1:00.09,3 (+8.02,7) pen.: 6 (2 + 2 + 0 + 2)                                                                                  |
| Team Katja Holanti Tuija Sikiö Mari Lampinen Tuija Vuoksiala   | 4x7,5 km estafette (v) | 10e       | 1:58.55,7 (+11.36,2) pen.: 4 33.11,0 pen.: 3 (0 + 3) 28.24,2 pen.: 0 (0 + 0) 29.50,7 pen.: 1 (0 + 1) 27.29,8 pen.: 0 (0 + 0) |

### Freestyleskiën
| Olympiër        | Discipline | Resultaat | Prestatie                         |
| --------------- | ---------- | --------- | --------------------------------- |
| Janne Lahtela   | moguls (m) | 9e        | 24,78 p. (kwalificatie: 24,60 p.) |
| Juha Holopainen | moguls (m) | 20e       | dnq (kwalificatie: 23,39 p.)      |
| Minna Karhu     | moguls (v) | 13e       | 23,00 p. (kwalificatie: 23,08 p.) |

### Kunstrijden
| Olympiër                    | Discipline | Resultaat | Prestatie                                            |
| --------------------------- | ---------- | --------- | ---------------------------------------------------- |
| Mila Kajas                  | vrouwen    | 12e       | 18,0 p. (korte kür: 16 - lange kür: 10)              |
| Susanna Rahkamo Petri Kokko | ijsdansen  | 4e        | 8,0 p. (verpl.1: 4 - verpl.2: 4 - org.: 4 - vrij: 4) |

### Langlaufen
| Olympiër                                                               | Discipline                    | Resultaat | Prestatie                                             |
| ---------------------------------------------------------------------- | ----------------------------- | --------- | ----------------------------------------------------- |
| Jukka Hartonen                                                         | 30 km vrije stijl (m)         | 13e       | 1:16.18,7 (+3.52,3)                                   |
| Karri Hietamäki                                                        | 50 km klassiek (m)            | 40e       | 2:20.50,9 (+13.30,6)                                  |
| Jari Isometsä                                                          | 10 km klassiek (m)            | 23e       | 26.06,5 (+1.46,4)                                     |
| Jari Isometsä                                                          | 30 km vrije stijl (m)         | 6e        | 1:15.12,5 (+2.46,1)                                   |
| Jari Isometsä                                                          | achtervolging 10 km+15 km (m) | dns       | niet gestart 15 km (10 km:26.06 + 15 km:niet gestart) |
| Harri Kirvesniemi                                                      | 10 km klassiek (m)            | 9e        | 25.13,2 (+53,1)                                       |
| Harri Kirvesniemi                                                      | 50 km klassiek (m)            | 12e       | 2:11.19,3 (+3.59,0)                                   |
| Harri Kirvesniemi                                                      | achtervolging 10 km+15 km (m) | dns       | niet gestart 15 km (10 km:25.13 + 15 km:niet gestart) |
| Mika Myllylä                                                           | 10 km klassiek (m)            | 6e        | 25.05,3 (+45,2)                                       |
| Mika Myllylä                                                           | 30 km vrije stijl (m)         | Brons     | 1:14.14,5 (+1.48,1)                                   |
| Mika Myllylä                                                           | 50 km klassiek (m)            | Zilver    | 2:08.41,9 (+1.21,6)                                   |
| Mika Myllylä                                                           | achtervolging 10 km+15 km (m) | 4e        | +1.47,1 (10 km:25.05 + 15 km:36.50,9)                 |
| Jari Räsänen                                                           | 10 km klassiek (m)            | 12e       | 25.31,5 (+1.11,4)                                     |
| Jari Räsänen                                                           | 30 km vrije stijl (m)         | 11e       | 1:16.10,7 (+3.44,3)                                   |
| Jari Räsänen                                                           | achtervolging 10 km+15 km (m) | 6e        | +1.54,9 (10 km:25.31 + 15 km:36.32,7)                 |
| Sami Repo                                                              | 50 km klassiek (m)            | 37e       | 2:20.32,8 (+13.12,5)                                  |
| Team Mika Myllylä Harri Kirvesniemi Jari Räsänen Jari Isometsä         | 4x10 km estafette (m)         | Brons     | 1:42.15,6 (+1.00,6) 26.03,6 26.04,4 24.57,5 25.10,1   |
|                                                                        |                               |           |                                                       |
| Mari Hietala                                                           | 15 km vrije stijl (v)         | 24e       | 44.56,8 (+5.12,3)                                     |
| Marja-Liisa Kirvesniemi                                                | 5 km klassiek (v)             | Brons     | 14.36,0 (+27,2)                                       |
| Marja-Liisa Kirvesniemi                                                | 30 km klassiek (v)            | Brons     | 1:26.13,6 (+32,0)                                     |
| Marja-Liisa Kirvesniemi                                                | achtervolging 5 km+10 km (v)  | 13e       | +2.19,5 (5 km:14.36 + 10 km:29.21,6)                  |
| Merja Lahtinen                                                         | 15 km vrije stijl (v)         | 16e       | 43.50,7 (+4.06,2)                                     |
| Merja Lahtinen                                                         | 30 km klassiek (v)            | 15e       | 1:29.55,1 (+4.13,5)                                   |
| Pirkko Määttä                                                          | 5 km klassiek (v)             | 9e        | 14.51,5 (+42,7)                                       |
| Pirkko Määttä                                                          | 30 km klassiek (v)            | 14e       | 1:29.27,0 (+3.45,4)                                   |
| Pirkko Määttä                                                          | achtervolging 5 km+10 km (v)  | 15e       | +2.23,0 (5 km:14.51 + 10 km:29.10,1)                  |
| Tuulikki Pyykkönen                                                     | 5 km klassiek (v)             | 18e       | 15.13,6 (+1.04,8)                                     |
| Tuulikki Pyykkönen                                                     | achtervolging 5 km+10 km (v)  | dns       | niet gestart 10 km (5 km:15.13 + 10 km:niet gestart)  |
| Marjut Rolig                                                           | 5 km klassiek (v)             | 14e       | 15.05,1 (+56,3)                                       |
| Marjut Rolig                                                           | 30 km klassiek (v)            | 8e        | 1:27.51,4 (+2.09,8)                                   |
| Marjut Rolig                                                           | achtervolging 5 km+10 km (v)  | 21e       | +3.10,1 (5 km:15.05 + 10 km:29.43,2)                  |
| Team Pirkko Määttä Marja-Liisa Kirvesniemi Merja Lahtinen Marjut Rolig | 4x5 km estafette (v)          | 4e        | 59.15,9 (+2.03,4) 15.20,1 14.41,0 14.40,8 14.34,0     |

### Noordse combinatie
| Olympiër                                        | Discipline      | Resultaat | Prestatie |
| ----------------------------------------------- | --------------- | --------- | --- |
| Jari Mantila                                    | individueel (m) | 14e       | +5.48,7 — schans: 213,5 p — 15 km: 41.13,6 |
| Topi Sarparanta                                 | individueel (m) | 20e       | +6.47,8 — schans: 192,0 p — 15 km: 39.49,7 |
| Tapio Nurmela                                   | individueel (m) | 25e       | +7.51,9 — schans: 187,0 p — 15 km: 40.19,8 |
| Hannu Manninen                                  | individueel (m) | 38e       | +9.34,0 — schans: 197,0 p — 15 km: 43.08,9 |
| Team Topi Sarparanta Jari Mantila Tapio Nurmela | team (m)        | 8e        | +13.27,6 — schans: 592,0 p — 30 km: 1:24.32,4 schans: 189,5 p — 10 km: 28.05,5 schans: 202,0 p — 10 km: 28.44,7 schans: 200,5 p — 10 km: 27.42,2 |

### Schansspringen
| Olympiër                                                       | Discipline                     | Resultaat | Prestatie |
| -------------------------------------------------------------- | ------------------------------ | --------- | --- |
| Janne Ahonen                                                   | normale schans individueel (m) | 37e       | 186,0 punten 112,5 p. (88,0 m) + 73,5 p. (73,0 m) |
| Janne Ahonen                                                   | grote schans individueel (m)   | 25e       | 163,4 punten 90,3 p. (108,5 m) + 73,1 p. (99,5 m) |
| Ari-Pekka Nikkola                                              | normale schans individueel (m) | 16e       | 231,0 punten 116,0 p. (90,0 m) + 115,0 p. (89,0 m) |
| Ari-Pekka Nikkola                                              | grote schans individueel (m)   | 22e       | 170,7 punten 92,1 p. (107,0 m) + 78,6 p. (99,5 m) |
| Jani Soininen                                                  | normale schans individueel (m) | 6e        | 258,5 punten 126,0 p. (95,0 m) + 132,5 p. (100,5 m) |
| Jani Soininen                                                  | grote schans individueel (m)   | 5e        | 231,1 punten 109,6 p. (117,0 m) + 121,5 p. (122,5 m) |
| Janne Väätäinen                                                | normale schans individueel (m) | 30e       | 206,0 punten 113,0 p. (89,5 m) + 93,0 p. (80,5 m) |
| Raimo Ylipulli                                                 | grote schans individueel (m)   | 18e       | 182,6 punten 103,3 p. (113,5 m) + 79,3 p. (101,0 m) |
| Team Raimo Ylipulli Janne Väätäinen Janne Ahonen Jani Soininen | grote schans team (m)          | 5e        | 889,5 punten 104,4 p. (113,0 m) + 127,2 p. (126,5 m) 108,3 p. (116,0 m) + 103,7 p. (114,0 m) 115,6 p. (119,5 m) + 99,3 p. (111,0 m) 115,5 p. (120,0 m) + 115,5 p. (120,0 m) |

### IJshockey
| Olympiër | Discipline | Resultaat | Prestatie |
| --- | ---------- | --------- | --- |
| Jarmo Myllys Marko Kiprusoff Erik Hämäläinen Timo Jutila Pasi Sormunen Janne Ojanen Esa Keskinen Saku Koivu Janne Laukkanen Marko Palo Raimo Helminen Mika Alatalo Ville Peltonen Jere Lehtinen Hannu Virta Sami Kapanen Mika Strömberg Tero Lehterä Petri Varis Jukka Tammi Mika Nieminen Mikko Mäkelä | mannen     | Brons     | Voorronde groep A: 3- 1 Finland - Tsjechië 5- 0 Finland - Rusland 4- 0 Finland - Noorwegen 6- 2 Finland - Oostenrijk 7- 1 Finland - Duitsland Kwartfinale: 6- 1 Finland - Verenigde Staten Halve finale: 3- 5 Finland - Canada Bronzen finale: 4- 0 Finland - Rusland |

Amerikaanse Maagdeneilanden · Amerikaans-Samoa · Andorra · Argentinië · Armenië · Australië · België · Bermuda · Bosnië en Herzegovina · Brazilië · Bulgarije · Canada · Chili · China · Chinees Taipei · Cyprus · Denemarken · Duitsland · Estland · Fiji · Finland · Frankrijk · Georgië · Griekenland · Groot-Brittannië · Hongarije · IJsland · Israël · Italië · Jamaica · Japan · Kazachstan · Kirgizië · Kroatië · Letland · Liechtenstein · Litouwen · Luxemburg · Mexico · Moldavië · Monaco · Mongolië · Nederland · Nieuw-Zeeland · Noorwegen · Oekraïne · Oezbekistan · Oostenrijk · Polen · Portugal · Puerto Rico · Roemenië · Rusland · San Marino · Senegal · Slovenië · Slowakije · Spanje · Trinidad en Tobago · Tsjechië · Turkije · Verenigde Staten · Wit-Rusland · Zuid-Afrika · Zuid-Korea · Zweden · Zwitserland